# Tremitische Eilanden

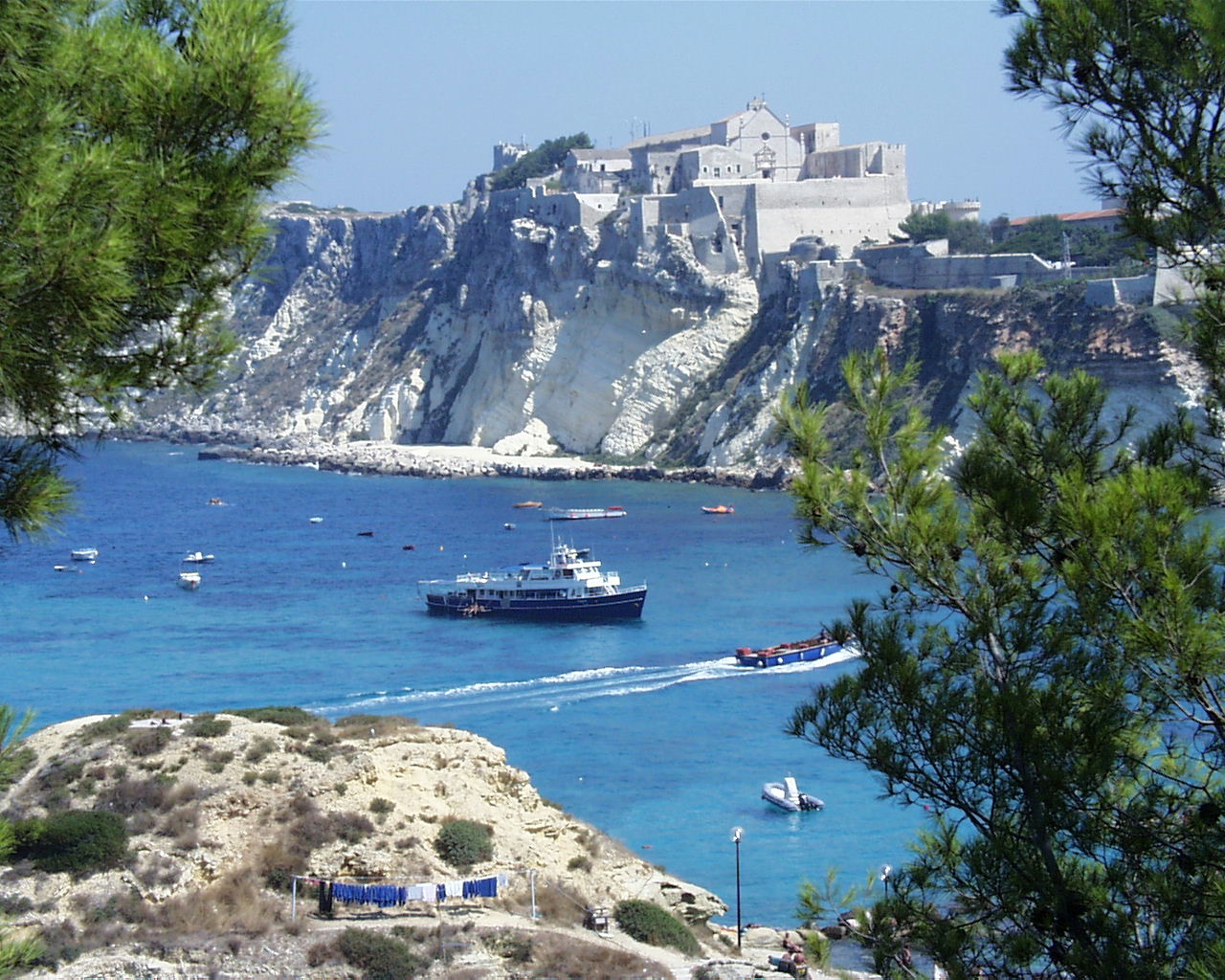
San Nicola vanaf San Domino

De Tremitische Eilanden (Italiaans: Isole Tremiti) is een Italiaanse archipel en gemeente in de centrale Adriatische Zee en ligt iets ten noorden van het Apulische schiereiland Gargano.
De archipel vormt de gemeente Isole Tremiti en behoort administratief gezien bij de provincie Foggia en maakt deel uit van het Nationaal park Gargano. Het zeewater dat de eilanden omringt is kraakhelder en heeft sinds 1989 de status van maritiem natuurreservaat. De eilanden hebben rotsachtige, grillige kusten. Alleen op het eiland San Domino is een klein zandstrand te vinden.
De eilandengroep bestaat uit vijf eilanden:
- San Nicola: het historische, religieuze en administratieve centrum van de archipel, tevens het dichtst bevolkt
- San Domino: grootste en groenste eiland
- Capraia (ook wel Caprara genoemd): kaal en onbewoond eiland, belangrijk natuurgebied
- Cretaccio: erg klein rotsachtig eiland
- Pianosa: kleinste eiland, bij zwaar weer verdwijnt een stuk ervan in zee

De eilanden liggen dicht bij elkaar, op Pianosa na, dat zo'n 22 kilometer ten noorden van de rest van de groep ligt. De eilanden zijn dagelijks te bereiken vanuit de havens van Termoli, Vasto en Ortona. In het hoogseizoen wordt er ook vanuit de havens van Manfredonia, Vieste en Rodi Garganico naar de archipel gevaren.